# Albiziasläktet
Albiziasläktet (Albizia) är ett växtsläkte i familjen ärtväxter med cirka 145 arter från världens tropiska och subtropiska områden.

## Arter
- Albizia androyensis
- Albizia angolensis
- Albizia anthelmintica
- Albizia antunesiana
- Albizia arenicola
- Albizia arunachalensis
- Albizia atakataka
- Albizia aylmeri
- Albizia balabaka
- Albizia barinensis
- Albizia boinensis
- Albizia bracteata
- Albizia buntingii
- Albizia burkartiana
- Albizia burmanica
- Albizia calcarea
- Albizia canescens
- Albizia carrii
- Albizia chevalieri
- Albizia commiphoroides
- Albizia comorensis
- Albizia coriaria
- Albizia divaricata
- Albizia dubia
- Albizia duclouxii
- Albizia elegans
- Albizia euryphylla
- Albizia ferruginea
- Albizia forbesii
- Albizia garrettii
- Albizia gillardinii
- Albizia grandibracteata
- Albizia guillainii
- Albizia harveyi
- Albizia isenbergiana
- Albizia kostermansii
- Albizia lankaensis
- Albizia lathamii
- Albizia laurentii
- Albizia leonardii
- Albizia letestui
- Albizia lucidor
- Albizia mahalao
- Albizia mainaea
- Albizia morombensis
- Albizia mossamedensis
- Albizia multiflora
- Albizia nayaritensis
- Albizia numidarum
- Albizia oliveri
- Albizia ortegae
- Albizia petersiana
- Albizia philippinensis
- Albizia poilanei
- Albizia rosulata
- Albizia sahafariensis
- Albizia simeonis
- Albizia sinaloensis
- Albizia suluensis
- Albizia tanganyicensis
- Albizia thompsonii
- Albizia tomentella
- Albizia verrucosa
- Albizia versicolor
- Albizia vialeana
- Albizia welwitschii
- Albizia westerhuisii
- Albizia zygia